# Espiñaredo (Puentes de García Rodríguez)
Espiñaredo (llamada oficialmente Santa María de Espiñaredo) es una parroquia española del municipio de Puentes de García Rodríguez, en la provincia de La Coruña, Galicia.

## Entidades de población
Entidades de población que forman parte de la parroquia:
- Alto do Pío
- Castiñeira (A Castiñeira)
- Piñeiro (O Piñeiro)
- Casilla (A Casilla)
- Codesás (Os Codesás)
- Gregode (Gorgode)
- Almigonde
- A Bidueda
- O Freixo
- Seoane
- A Telleira

## Despoblados
- As Texoeiras (As Teixoeiras)
- Carreira (A Carreira)
- Castro (O Castro)
- O Cristo
- Pa de Abaixo
- Pa de Arriba
- Porto Ferreiro

## Demografía
| Gráfica de evolución demográfica de Espiñaredo entre 2000 y 2019 |
|                                                                  |
| Datos según el nomenclátor publicado por el INE.                 |